# Арапска калиграфија
Арапска калиграфија је уметничка пракса рукописа арапског писма на флуидан начин како би се пренела хармонија, грациозност и лепота. Уписана је 2021. године на Репрезентативну листу нематеријалног културног наслеђа човечанства, за 16 земаља: Саудијска Арабија, Алжир, Бахреин, Египат, Ирак, Јордан, Кувајт, Либан, Мауританија, Мароко, Оман, Палестина, Судан, Тунис, Уједињени Арапски Емирати и Јемен. У пракси, која се може пренети кроз формално и неформално образовање, користи се двадесет осам слова арапског алфабета, исписаних курзивом, с десна на лево. Традиционалне технике користе природне материјале, као што су трска и бамбусове стабљике за калам или инструмент за писање. За мастило се користи мешавина меда, црне чађи и шафрана, а папир је ручно рађен и третиран скробом, беланцетом и стипсом. Модерна калиграфија обично користи маркере и синтетичку боју, а боја у спреју се користи за калиграфите на зидовима, знаковима и зградама. Занатлије и дизајнери такође користе арапску калиграфију за уметничко изражавање, као што су резбарење мермера и дрвета, вез и гравирање метала. Арапска калиграфија је широко распрострањена у арапским и неарапским земљама и практикују је мушкарци и жене свих узраста.
Арапска калиграфија је уметничка пракса рукописа и калиграфије заснована на арапском алфабету. На арапском је позната као кхат (арап. خط), изведено од речи "линија", "дизајн" или "конструкција". Куфик (куфско писмо) је најстарији облик арапског писма.
Са уметничке тачке гледишта, арапска калиграфија је позната и цењена због своје разноврсности и великог потенцијала за развој. У ствари, у арапској цивилизацији је била повезана са различитим областима као што су религија, уметност, архитектура, образовање и занатство, које су заузврат одиграле важну улогу у њеном напретку.
Иако је већина исламске калиграфије на арапском, а већина арапске калиграфије је исламска, ове две нису идентичне. Коптски или други хришћански рукописи на арапском, на пример, користили су калиграфију. Исто тако, постоји исламска калиграфија на персијском или историјском отоманском језику.

## Арапско писмо
Познато је да арапско писмо користи један од најчешће коришћених језика на свету. Многи научници верују да је писмо настало око 4. века наше ере. Абецеда се састоји од 28 слова писаних с десна на лево. Свако слово се може написати на четири начина, у зависности од тога где се слово налази у реченици. Ове четири локације су такође познате као почетна, медијална, коначна и изолована.

## Прибор
Оловке које се користе за арапску калиграфију разликују се од латинске калиграфије. Алати који се користе за калиграфију су различити асортимани оловака и мастила за калиграфију. Најчешћа калиграфска оловка која се користи је калам.

### Камиш оловка
Камиш оловку познату и као оловка од трске користе арапски, турски и ирански калиграфи. Трска се узгаја уз реке. Ова оловка користи се више од 500 година, а припрема оловке је дуготрајан процес.

### Бамбусова оловка
Бамбусова оловка је једна од најстаријих оловака која се користи за калиграфију. Ивица бамбусових оловака омогућава да извођење калиграфије буде у пуном покрету.

### Јава оловка
Јава оловка је позната по тврдоћи и способности да створи оштре ивице. Оловка је добра за мале скрипте.

### Хандам оловка
Хандам оловка има исту снагу као Јава оловка. Оловка је добра за све врсте скрипти.

### Цели оловка
Цели оловка се користи за велико писање у арапској калиграфији. Ове оловке су направљене од тврдог дрвета и исечене су и избушене.

## Писма

### Популарна писма
Два најпопуларнија писма која се користе за арапску калиграфију су Куфик и Наск. Куфик је настао из Ирака и првобитно се користио за натписе на камену и металу. Наск потиче из Меке и Медине. Писмо се користи као курзивно писмо, на пример на папирусу и папиру.

### Друга писма
Тулут и Наста'лик и Дивани писмо су друга писма која се користе за арапско писање.
Тулут писмо коришћено током средњег века познато је као једно од најстаријих постојећих писама. Писмо је коришћено на џамијама и за курански текст због изгледа текста.
Наста`лик писмо се више користи за персијско него заарапско писмо. Због нагиба нагоре улево, писмо се види као другачије од осталих писама. Курзивни изглед ствара елегантан изглед приликом креирања.
Дивани писмо је настало током османске ере. Поставка и слова овог писма стварају осећај блискости приликом писања. Из тог разлога, тешко је читати пошто се слова преплићу.

## Списак калиграфа
Неки класични калиграфи:

### Средњевековни
- Ибн Мукла (ум. 939/940)
- Ибн ал-Беваб (ум. 1022)
- Факхр-ун-Ниса (12. век)

### Османско доба
- Шејк Хамдулах (1436–1520)
- Хамид Ајтач (1891—1982)
- Сејид Касим Губари (ум. 1624)
- Хафиз Осман (1642–1698)
- Мустафа Раким (1757–1826)
- Мехмед Шевки ефендија (1829–1887)

### Савремени
- Хасан Челеби (р. 1937), Турска
- Али Адјали (р. 1939), Иран
- Вијдан Али (р. 1939), Јордан
- Хашем Мухамад ал-Бахдади, Ирак
- Еверите Барбе (р. 1988), Сједињене Америчке Државе
- Мохамед Хосни, Сирија
- Шакир Хасан Ал Са'ид (1925—2004), Ирак
- Мадиха Омар, ирачко -америчка
- Хасан Масуди, ирачко -француски (р. 1944.)
- Садекуаин Накаш (1930—1987), Пакистан
- Ибрахим ел-Салахи (р. 1930), Судан
- Моунер Ал-Шарани (р. 1952), Сирија
- Махмуд Таха (р. 1942), Јордан
- Мохамед Закарија (р. 1942), Сједињене Америчке Државе
- Осман Таха (р. 1934), Сирија
- Шафик-Уз-Заман Кан, Пакистан

## Наслеђе

### Типографија
Арапска калиграфија служи као главни извор инспирације за арапску типографију. На пример, писмо Амири је инспирисано Наск писмом које се користи у агенцији Амири Прес у Каиру.
Прелазак са арапске калиграфије на арапску типографију представља техничке изазове, пошто је арапски у суштини курзивно писмо са контекстуалним облицима.

### Уметност
ЕЛ Сед, француско-туниски уметник графита, користи арапску калиграфију у својим различитим уметничким пројектима, у стилу који се зове калиграфити.
Хуруфија(الحروفية слова ) покрет, од својих почетака почетком 20. века, користи уметничку манипулацију арапске калиграфије и типографије у апстракцији.
Узимање облика: апстракција из арапског света, 1950-1980-е, инсталација из 2020. у Галерији Греј уметности Универзитета у Њујорку, истраживала је како је арапска калиграфија, са својим древним присуством у визуелној уметности, утицала на апстрактну уметност у арапском свету.

## Савремени примери
- Лого Емирејтс је написан традиционалном арапском калиграфијом
- Инструменти и рад ученика калиграфа. Фраза написана на врху папира показује шитску изреку „Сваки дан је Ашура и свака земља је Карбала“.
- Декоративна слика калиграфије у облику пауна, Зарин Калам Тај али-шу`ара
- Ахмад Атику калиграфија
- Арапска калиграфија на календару